# Gruver (Texas)
Pour les articles homonymes, voir Gruver.
La ville américaine de Gruver est située dans le comté de Hansford, dans l’État du Texas. Sa population s’élevait à 1 194 habitants lors du recensement de 2010 .

## Météorologie
Gruver possède un climat semi-aride avec des hivers froids et secs et des étés chauds et secs.

## Démographie
La population de Gruver est composée de 80,12 % de Blancs, parmi eux 28,31 % d'Hispaniques, de 0,69 % d'Indiens et de 17,21 % de membres d'autres ethnies.

## Enseignement
Gruver possède deux écoles : la Gruver Independant School District et la Gruver High School.